# Маскарская экспедиция
Маскарская экспедиция (фр. Bataille de Mascara) — военная операция французских войск маршала Клозеля против войск эмира Абд аль-Кадира, проводившаяся в ноябре и декабре 1835 года во время завоевания Алжира Францией (1830-1847).
Поражение на Макте и общее неблагоприятное положение дел в Алжире побудили французское правительство в 1835 году вторично назначить сюда маршала Клозеля. Последний решил нанести удар эмиру Абд аль-Кадиру занятием его столицы Маскары. В состав сил экспедиции входило 11 тысяч человек, бывших под командованием Клозеля и сопровождавшего его герцога Орлеанского, сына Луи-Филиппа,. Они состояли из 4 бригад и вспомогательного отряда из 900 бойцов: турок-янычар бывшего алжирского действа и коренных народов на французской службе — дуэров и смела.
27 ноября армия вышла из Орана в поход, надеясь, что встретит эмира у самых ворот города. Но Абд аль-Кадир благоразумно избегал боя и в первые дни ограничивался стрельбой по французскому арьергарду и наблюдением за передвижениями.
3 декабря колонна, переправившись через реку Сиг, направилась в сторону вади Хабра. Эмир, опытный в засадной войне, сосредоточил свою пехоту в точке, замаскированной кустами, и разместил артиллерию перед дефиле. Когда показался французский авангард, он был обстрелян артиллерийским и ружейным огнем, а неожиданно появившиеся арабские всадники бросился на фланги колонны.
Первая бригада контратаковала войска эмира в штыки, опрокинула их и форсировала дефиле. Генерал Перрего вместе с 17-м полком бросился в лес Хабра и вытеснил оттуда алжирцев. Конная артиллерия на полном ходу ведет огонь, и арабы вынуждены покинуть поле боя, оставив своих раненых и убитых. Таким образом, позиция противника была сметена, и французская колонна продолжила свой путь, время от времени подвергаясь атакам всадников Абд аль-Кадира. 
Маршал Клозель умелыми маневрами парализовал эти ответные действия и через три дня, преодолев ущелья горного хребта, вечером 6 декабря 1835 года вступил в Маскару. На следующий день французы разграбили город, обильно снабженный эмиром всевозможными припасами. Три дня спустя маршал приказал отступать и в предрассветные часы вернулся в Оран. Хотя Клозель не счел целесообразным удержать завоеванную Маскару, это действие вызвало нерешительность среди арабов и заставило некоторых шейхов покинуть эмира.